# Loena Hendrickx
Loena Hendrickx (Turnhout, 5 novembre 1999) è una pattinatrice artistica su ghiaccio belga. È la medaglia d'argento mondiale del 2022, la medaglia di bronzo della finale del Grand Prix 2022, la campionessa del Grand Prix de France 2022. Nel 2023 è argento agli europei di Espoo  e ha vinto il bronzo nei mondiali di Saitama . Inoltre, è cinque volte campionessa nazionale belga (2017- 2019, 2022-2023) e ha rappresentato il Belgio alle Olimpiadi invernali del 2018 e del 2022.
Hendrickx è la pattinatrice belga di maggior successo nella sua disciplina.

## Biografia
Loena Hendrickx è nata a Turnhout, in Belgio. È la sorella minore del pattinatore artistico belga Jorik Hendrickx.

## Palmarès
GP: Grand Prix; CS: Challenger Series; JGP: Junior Grand Prix
| Internazionali | Internazionali | Internazionali | Internazionali | Internazionali | Internazionali | Internazionali | Internazionali | Internazionali | Internazionali | Internazionali | Internazionali | Internazionali | Internazionali |
| Evento | 2012-13        | 2013-14        | 2014-15        | 2015-16        | 2016-17        | 2017-18        | 2018-19        | 2019-20        | 2020-21        | 2021-22        | 2022-23        | 2023-24        | 2024-25        |
| --- | -------------- | -------------- | -------------- | -------------- | -------------- | -------------- | -------------- | -------------- | -------------- | -------------- | -------------- | -------------- | -------------- |
| Giochi olimpici invernali |                |                |                |                |                | 16°            |                |                |                | 7°             |                |                |                |
| Campionati mondiali |                |                |                |                | 15°            | 9°             | 12°            | C              | 5°             | 2°             | 3°             | 4°             | R              |
| Campionati europei |                |                |                |                | 7°             | 5°             | R              | R              | C              | 3°             | 2°             | 1°             | R              |
| GP Finale |                |                |                |                |                |                |                |                |                |                | 3°             | 2°             |                |
| GP Cup of China |                |                |                |                |                |                |                |                |                | C              |                | 3°             |                |
| GP della Finlandia |                |                |                |                |                |                | 5°             |                |                |                | 2°             |                | R              |
| GP Trophée Eric Bompard |                |                |                |                |                |                |                | R              | C              |                | 1°             |                | R              |
| GP d'Italia |                |                |                |                |                |                |                |                |                | 3°             |                |                |                |
| GP Rostelecom Cup |                |                |                |                |                |                |                | R              |                | 5°             |                |                |                |
| GP Skate America |                |                |                |                |                |                | R              |                |                |                |                | 1°             |                |
| CS Budapest Trophy |                |                |                |                |                |                |                |                | 1°             |                |                |                |                |
| CS Finlandia Trophy |                |                |                |                | 7°             |                |                |                |                | 4°             |                |                |                |
| CS Golden Spin |                |                |                |                |                |                |                |                |                |                |                |                | R              |
| CS Nebelhorn Trophy |                |                |                |                | 7°             |                | 3°             |                | R              |                | 1°             |                |                |
| CS Tallinn Trophy |                |                |                |                |                |                | R              |                |                |                |                |                |                |
| Cup of Nice |                |                |                | 7°             | 2°             |                |                |                |                |                |                |                |                |
| Challenge Cup |                |                |                |                | 1°             |                |                |                | 1°             |                |                |                |                |
| NRW Trophy |                |                |                |                | 2°             |                |                |                |                |                |                |                |                |
| Santa Claus Cup |                |                |                |                |                | 2°             |                |                |                |                |                |                |                |
| Shangai Trophy |                |                |                |                |                |                |                |                |                |                |                |                | 3°             |
| Internazionali: Junior |                |                |                |                |                |                |                |                |                |                |                |                |                |
| JGP Austria |                |                |                |                |                | 9°             |                |                |                |                |                |                |                |
| JGP Germania |                |                | 17°            |                |                |                |                |                |                |                |                |                |                |
| JGP Lettonia |                |                |                | 14°            |                |                |                |                |                |                |                |                |                |
| JGP Spagna |                |                |                | 11°            |                |                |                |                |                |                |                |                |                |
| Festival olimpico della gioventù europea                                                                                     |                |                | 16°            |                |                |                |                |                |                |                |                |                |                |
| Coupe du Printemps |                | 6°             | 3°             |                |                |                |                |                |                |                |                |                |                |
| Challenge Cup |                |                | 3°             |                |                |                |                |                |                |                |                |                |                |
| Internazionali: Advanced novice                                                                                              |                |                |                |                |                |                |                |                |                |                |                |                |                |
| Coupe du Printemps | 10°            |                |                |                |                |                |                |                |                |                |                |                |                |
| NRW Trophy | 7°             | 10°            |                |                |                |                |                |                |                |                |                |                |                |
| Rooster Cup | 5°             |                |                |                |                |                |                |                |                |                |                |                |                |
| Nazionali |                |                |                |                |                |                |                |                |                |                |                |                |                |
| Campionati del Belgio |                | 1° J           | 1° J           |                | 1°             | 1°             | 1°             |                | C              | 1°             | 1°             | R              | R              |
| Eventi a squadre |                |                |                |                |                |                |                |                |                |                |                |                |                |
| Japan Open |                |                |                |                |                |                |                |                |                |                | 3° S 2° P      | 3° S 2° P      |                |
| A = Assegnata; R = Ritirata; C = Evento cancellato S = Risultato della squadra; P = Risultato personale; Livello: J = Junior |                |                |                |                |                |                |                |                |                |                |                |                |                |